# Ржаниця (село)
Ржа́ниця (рос. Ржаница) — село, в минулому смт, в Жуковському районі Брянської області, Росія.
Село розташоване за 17 км на південний схід від міста Жуковка на річці Ржаниця, притоці Десни.
Населення села становить 2 553 особі (2009, 5 388 в 2002).
24 червня 2003 року селищу міського типу Ржаниця надано статус села. В селі знаходиться залізнична станція Ржаниця.

### «Брянськ-18»
Поряд з селом знаходиться «Об'єкт 365», або «Брянськ-18» (в/ч 42685) — ядерний арсенал 12-го головного управління МО РФ.